# Grundvandsspejl
Grundvandsspejlet er den øverste overflade af grundvandet i et grundvandsmagasin. Det er i dette område, hvor mætningen af vand i et område med porer og hulrum, og det kan komme fra ferskvand, saltvand eller brakvand, afhængig af hvor det er henne. 
Grundvandsspejlet er den overflade, hvor vandets faldhøjde er ækvivalent med atmosfærisk tryk (trykker = 0), og der således ikke mere tryk, som får skubbet vand nedad.
Grundvandet kan stamme fra nedbør eller fra frit grundvand, der bevæger sig i et grundvandsmagasin. I området med nok nedbør vil vandet finde vej til grundvandsmagasinet via porer og små kanaler i jorden, og det kommer igennem den umættede del af jorden. Jo større dybde jo mere vand vil der blive fyldes i porer i jorden, indtil det når den mættede zone.

## Formation og variation
Grundvandsspejlet kan variere på grund af faktorer såsom nedbør og evapotranspiration. I ubebyggede områder med permeabel jord, hælder grundvandsspejlet typisk mod floder eller åer, hvis der falder tilstrækkelige mængder nedbør. Floderne er med til at dræne grundvandet væk og frigive trykket i grundvandsmagasinet. Hvis grundvandsspejlet når op til overfladen kan der opstå kildevæld, floder, søer og oaser.

### Overfladetopografi
Et grundvandspejl står sjældent vandret, men følger oftest overfladens hældninger på grund af kapillærkraft i blandt andet jord, sedimenter. Grundvandet strømmer fra punkter med højere tryk til punkter med lavere tryk. Grundvandsspejlet efterligner ikke altid overfladetopografien på grund af variationer i den geologiske struktur (f.eks. sprækker i grundfjeldet).

### Årstidsvariation
I områder med en større mængde nedbør i vinterhalvåret end i sommerhalvåret, vil grundvandsmagasinet ikke være lige så fuldt om sommeren og derfor vil grundvandsspejlet ligge lavere. I disse områder vil der typisk også være større plantevækst om sommeren. Dette øger evapotranspirationen fordi planterne optager større mængder vand, hvilket yderligere dræner grundvandsmagasinet. Dette kan skabe tørkeperioder hvor for eksempel floder er fulde om vinteren, men udtørrede om sommeren.

### Fossilt vand
Fossilt vand er grundvand, der har ligget i et grundvandsmagasin i flere årtusinder. Fossilt vand forekommer hovedsageligt i ørkener. Det er en ikke-vedvarende ressource fordi der i disse områder ikke falder nok nedbør til at opretholde grundvandsspejlet. Enhver udvinding af fossilt vand i disse områder forårsager en permanent ændring af grundvandsspejlet.

### Tidevandsafhængig fluktuering
På lavtliggende øer med poroøs jord har ferskvand en tendens til at samle sig i mindre lommer på toppen af havvand med højre densitet, som siver ind fra siderne af øen. Disse grundvandsmagasiners vandspejl vil falde og stige med tidevandet.

## Grundvandsspejle og bygningskonstruktion
Hvis et grundvandsspejl ligger tæt på overfladen, kan det volde store problemer i forbindelse med eksempelvis udgravning og fundamentbygning. Det kan også forårsage oversvømmelser af kældre, hvilket kan frembringe skimmelsvamp eller dybe revner i mure. Dette forekommer oftest i nærheden af floder og i områder med lavt forbrug af grundvand. Disse problemer forekommer også ofte i områder hvor jorden har en lav permeabilitet, og hvor de øverste jordlag kan være mættet af vand i længere perioder efter oversvømmelser.
Når udgravning og konstruktion sker for tæt på grundvandsspejlet, skal grundvand fjernes under konstruktionen. I områder hvor grundvansspejlet ligger så tæt på overfladen overvåges grundvandsspejlets højde ti inden konstruktionen påbegyndes. Grundet en betydelig reduktion af grundvandsforbrug samt sandet og sumpet jord i Berlin ligger grundvandsspejlet flere steder kun omkring 2 meter under overfladen. Man kan derfor ofte se blå rør transportere grundvand væk fra byggepladser og hen til Spree-floden eller kanalerne.